# Urrô (Penafiel)
Urrô is een plaats (freguesia) in de Portugese gemeente Penafiel en telt 1073 inwoners (2001).